# Monique Bert
Claire Bibert dite Monique Bert, née le 19 juillet 1899 dans le 10e arrondissement de Paris et morte le 3 novembre 1979 à Draveil (Essonne), est une actrice française.

## Filmographie
- 1932 : Il a été perdu une mariée  de Léo Joannon - Youyou
- 1933 : Une petite femme en or de André Pellenc
- 1933 : Tire-au-flanc d'Henry Wulschleger - Georgette
- 1934 : Sidonie Panache de Henry Wulschleger - Rosalie
- 1935 : Paris mes amours de Alphonse-Lucien Blondeau - Nini
- 1936 : J'arrose mes galons de René Pujol et Jacques Darmont
- 1936 : Bach détective de René Pujol - Mag
- 1937 : Prête-moi ta femme de Maurice Cammage
- 1937 : Le Choc en retour de Maurice Kéroul et Georges Monca
- 1938 : Mon curé chez les riches de Jean Boyer -  la femme de chambre
- 1939 : Berlingot et compagnie de Fernand Rivers - Thérèse, la bonne de Madame Grandville